# Głos Pomorza
Głos Pomorza – polski dziennik ukazujący się na terenie dawnego województwa słupskiego, a do stycznia 2007 również koszalińskiego.
Ukazuje się od 1952 r., początkowo jako „Głos Koszaliński”, pod obecną nazwą od roku 1975. Od stycznia 2007 roku funkcjonuje jako jedna z trzech lokalnych mutacji „Głosu Dziennika Pomorza”.
Do 2007 roku główna siedziba mieściła się w Koszalinie, następnie w Słupsku.
W czasach Polskiej Rzeczypospolitej Ludowej „Głos Pomorza” wydawany był przez RSW Prasa-Książka-Ruch jako organ prasowy komunistycznej Polskiej Zjednoczonej Partii Robotniczej. Gazetę sprywatyzowano w 1991 r., a jej wydawaniem zajął się miejscowy koncern wydawniczy. W połowie lat 90. wydawca Głosu Pomorza został, podobnie jak kilka innych dzienników regionalnych, przejęty przez norweską firmę Orkla. Od 2006 roku gazetę wydawały Media Regionalne Sp. z o.o. Oddział w Koszalinie, której właścicielem był brytyjski fundusz inwestycyjny Mecom Europe. 31 października 2013 roku Media Regionalne zostały kupione przez Grupę Wydawniczą Polskapresse, która następnie zmieniła nazwę na Polska Press sp. z o.o..
Periodyk zawiera codzienne i tygodniowe wydania lokalne oraz dodatki. Część numerów archiwalnych została poddana digitalizacji. Zeskanowane dokumenty dostępne są między innymi w Bałtyckiej Bibliotece Cyfrowej.